# Калтайське сільське поселення
Калта́йське сільське поселення (рос. Калтайское сельское поселение) — сільське поселення у складі Томського району Томської області Росії.
Адміністративний центр — село Калтай.
Населення сільського поселення становить 3724 особи (2019; 3570 у 2010, 3450 у 2002).
Станом на 2002 рік існувала Курлецька сільська рада (село Курлек, присілки Березорічка, Госконюшня), село Калтай та присілок Кандінка перебували у складі Зарічної сільської ради.

## Склад
До складу сільського поселення входять:
| Населений пункт          | Населення, осіб (2002) | Населення, осіб (2010) |
| ------------------------ | ---------------------- | ---------------------- |
| Березова Річка, присілок | 29                     | 9                      |
| Госконюшня, присілок     | 25                     | 29                     |
| Калтай, село             | 1048                   | 1060                   |
| Кандінка, присілок       | 1009                   | 1090                   |
| Курлек, село             | 1339                   | 1382                   |